# Homeworld: Cataclysm
Homeworld: Cataclysm est un jeu vidéo de stratégie en temps réel développé par Barking Dog Studios et édité par Sierra Entertainment en 2000. Il ne s'agit pas à proprement parler d'une suite de Homeworld mais d'une histoire alternative se déroulant dans le même univers.

## Synopsis
Le conflit entre les Hiigarans et l'empire Taïdan fait toujours rage dans l'espace. Un vaisseau minier, le Kuun-Lan, vient en aide à un appareil Hiigara et se retrouve ainsi impliqué dans le conflit. Au cours des missions, l'équipage découvrira un étrange vaisseau qui va s'avérer être la source d'un mal bien plus grand.

## Remastered Collection
Le 25 février 2015 sort la "Homeworld Remastered collection" de Gearbox Software, nouveau propriétaire de la Licence Homeworld. La série a été entièrement remis au goût du jour compatible avec toutes les versions de Windows et inclut également les versions originales du jeu. Cependant cette collection n'inclut pas HomeWorld : Cataclysm, car le code source du jeu a été perdu  pourtant d'autres annoncent que les développeurs pourraient posséder une sauvegarde et que les ressources audio sont disponibles. En février 2015 Gearbox annonce son intérêt pour une version remasterisée de Cataclysm si le code source était retrouvé.  Le 18 février 2015 lors d'une interview sur Twitch, un développeur de Cataclysm déclare qu'un remake de Cataclysm reste possible même sans le code source, grâce au moteur du nouveau "Homeworld remastered".
En juin 2017 Homeworld: Cataclysm est publié sur GOG.com après avoir dû changer de nom pour Homeworld: Emergence pour des raisons légales.

## Série
- 1999 - Homeworld
- 2000 - Homeworld : Cataclysm
- 2003 - Homeworld 2

## Accueil
| Homeworld: Cataclysm  |      |       |
| Média                 | Pays | Notes |
| Computer Gaming World | US   | 5/5   |
| Gamekult              | FR   | 8/10  |
| GameSpot              | US   | 89 %  |
| Gen4                  | FR   | 5/5   |
| IGN                   | US   | 92 %  |
| Jeuxvideo.com         | FR   | 17/20 |
| Joystick              | FR   | 90 %  |
| PC Gamer US           | US   | 91 %  |
| Compilations de notes |      |       |
| Metacritic            | US   | 89 %  |